# Institut für die Wissenschaften vom Menschen
Das Institut für die Wissenschaften vom Menschen (IWM) ist ein gemeinnütziger Verein mit Sitz in Wien. Die Organisation fördert und betreibt Advanced Studies auf dem Gebiet der Geistes- und Sozialwissenschaften.

## Geschichte und Idee
Das IWM wurde 1982 vom polnischen Philosophen Krzysztof Michalski gegründet, der bis zu seinem Tod im Februar 2013 Rektor des Instituts war. Von 2015 bis 2021 war die Sozialanthropologin Shalini Randeria Rektorin des IWM. Von Beginn an förderte das IWM internationalen Austausch und Dialog zwischen Wissenschaftlern und Intellektuellen aus verschiedenen Disziplinen, Gesellschaften und Kulturen – vor allem zwischen Ost- und Westeuropa. Dieser Austausch schließt zunehmend Forscher aus Nordamerika, Südosteuropa und den Nachfolgestaaten der Sowjetunion ein. Das Institut rückt neue, gesellschaftlich relevante und oftmals umstrittene Themen ins Blickfeld, um so einen Beitrag zu politischen, gesellschaftlichen und kulturelle Debatten zu leisten.
Zum Nachfolger von Shalini Randeria als Rektor des IWM ab Mai 2022 wurde im Dezember 2021 der britische Journalist und Autor Misha Glenny ernannt.
Im Jahr 2025 wurde das Institut in Russland zu einer unerwünschten Organisation erklärt.

## Struktur und Programm
Das IWM versteht sich als eine Gemeinschaft von Gelehrten, die sich aus Permanent Fellows, Visiting Fellows und Junior Visiting Fellows zusammensetzt. Permanent Fellows am IWM sind Ayse Caglar (Professor für Kultur- und Sozialanthropologie, Universität Wien); Ludger Hagedorn; Ivan Krastev (Leiter des Centre for Liberal Strategies, Sofia); Shalini Randeria (Professor für Sozial Anthropologie und Soziologie, Graduate Institute, Geneva); Timothy Snyder (Professor für Geschichte, Yale University); Charles Taylor (Professor emeritus für Philosophie, McGill University, Montréal); Ivan Vejvoda (Former Senior Vice President for Programs at the German Marshall Fund (GMF) of the United States) und Miloš Vec (Professor für Europäische Rechts- und Verfassungsgeschichte, Universität Wien).
Inhaltlich konzentriert sich das Institut auf 3 Schwerpunkte:
- Decent Society
- Democracy in Question
- Europe’s Pasts and Futures

Jedes Jahr vergibt das IWM rund hundert Fellowships an Wissenschaftler, Journalisten und Übersetzer, die am Institut an ihren Projekten arbeiten.
Das IWM organisiert regelmäßig Vorträge, Debatten und Konferenzen für ein breites Publikum und verfolgt verschiedene praxisbezogene Projekte. Die Ergebnisse dieser Arbeit werden in Form von Monographien, Aufsätzen und in Übersetzungen publiziert. Darüber hinaus publiziert das IWM das halbjährlich erscheinende Magazin IWMpost.
Der Verein erhält Fördermittel von der österreichischen Bundesregierung und der Gemeinde Wien. Seine Projekte und Veranstaltungen werden von internationalen Stiftungen und anderen Sponsoren unterstützt.